# Sanjuanita
Sanjuanita är en ort i Mexiko.   Den ligger i kommunen Aquismón och delstaten San Luis Potosí, i den centrala delen av landet, 230 km norr om huvudstaden Mexico City. Sanjuanita ligger 514 meter över havet och antalet invånare är 150.
Terrängen runt Sanjuanita är huvudsakligen kuperad, men åt sydost är den bergig. Runt Sanjuanita är det ganska tätbefolkat, med 160 invånare per kvadratkilometer. Närmaste större samhälle är Xilitla, 16,7 km söder om Sanjuanita. Omgivningarna runt Sanjuanita är en mosaik av jordbruksmark och naturlig växtlighet.